# Jurij Czugujew
Jurij Wieniaminowicz Czugujew (ros. Ю́рий Вениами́нович Чугу́ев, ur. 23 kwietnia 1910 w Andiżanie, zm. 23 lipca 1964 w Moskwie) – jeden z zarządców sektora górnictwa złota w przemyśle ZSRR, przewodniczący Sownarchozu Magadańskiego Ekonomicznego Rejonu Administracyjnego w latach 1958-1961.
1927 ukończył kursy przemysłowo-ekonomiczne moskiewskiego oddziału edukacji ludowej, potem pracował w przemyśle wydobycia złota, od 1931 w WKP(b). 1934-1935 dyrektor kopalni trustu "Ałtajzołoto" we wschodnim Kazachstanie, potem dyrektor przykopalnianego zarządu trustu "Urałzołoto" w obwodzie swierdłowskim. 1940-1942 zarządca trustu "Kazzołoto", 1942-1944 zastępca szefa "Gławzołota", 1944-1946 zastępca szefa Zarządu Głównego trustu "Lenzołoto", a 1946-1952 jego zarządca. Od kwietnia 1952 do lutego 1956 zastępca szefa, a od lutego 1956 do maja 1957 szef Głównego Zarządu Budownictwa Dalekiej Północy MWD ZSRR Dalstroj. Od 29 maja 1957 do listopada 1958 przewodniczący Sownarchozu Magadańskiego Ekonomicznego Rejonu Administracyjnego.

## Odznaczenia
- Order Lenina (1946)
- Order Czerwonego Sztandaru Pracy (1942)
- Order Czerwonej Gwiazdy (1941)